# Northern Football Alliance
Northern Football Alliance là một giải đấu bóng đá bao phủ Đông Bắc nước Anh và Cumbria. Có tổng cộng 3 hạng đấu, đứng đầu là Premier Division, nằm ở Bậc 7 (hoặc Cấp độ 11) của National League System.  Theo điều khoản tài trợ, giải đấu có tên là Newcastle Building Society Northern Football Alliance.
Các câu lạc bộ đứng đầu ở Premier Division được phép thăng hạng Northern League Division Two. Đội cuối bảng ở Second Division có thể xuống hạng North Northumberland League Division One, hoặc Tyneside Amateur League Division One, tùy theo vị trí địa lý.
Northern Football Alliance được thành lập năm 1890, chỉ có 1 hạng đấu gồm 7 đội. Năm 1926, nó trở thành Second Division của North Eastern League, nhưng lại tách ra năm 1935. Giải đấu bị giải thể năm 1964 do thiếu thành viên, nhưng được thành lập lại ngay mùa giải sau đó, 1965–66.
Năm 1988, Northern Amateur League và Northern Combination League hợp nhất lại tạo thành Northern Football Alliance (tất cả đều dưới tên Northern Football Alliance) để tạo thành một hệ thống gồm 3 hạng đấu, vẫn còn tồn tại đến ngày nay và gồm 48 đội bóng.

## Các Câu lạc bộ mùa giải 2015-16

### Premier Division
- AFC Newbiggin
- Ashington Colliers
- Blyth Town
- Carlisle City
- Gateshead Rutherford
- Killingworth Town
- Northbank Carlisle
- North Shields Athletic
- Percy Main Amateur
- Red House Farm
- Seaton Delaval Amateurs
- Shankhouse
- Walker Central
- Wallington
- Whickham Sporting Club
- Whitley Bay Dự bị

### Division One
- Birtley St. Joseph's
- Blyth Isabella
- Cramlington Town
- Cullercoats
- Felling Magpies
- Gosforth Bohemians
- Hebburn Reyrolle
- Hexham
- Lindisfarne Custom Planet
- Longbenton
- New Fordley
- Newcastle Chemfica Independent
- Newcastle University
- Ponteland United
- Shilbottle Colliery Welfare
- Wallsend Boys Club

### Division Two
- Alnmouth United
- Cramlington United
- Forest Hall
- Gateshead Dự bị
- Gateshead Redheugh 1957
- Grainger Park Boys Club
- Hazlerigg Victory
- Prudhoe Youth Club FC Seniors
- Seaton Burn
- Swalwell
- Wallsend Labour Club
- West Allotment Celtic Dự bị
- Whitburn Athletic
- Wideopen & District
- Willington Quay Saints
- Wooler

## Nhà vô địch (1890–1988)
| - 1890–91 – Sunderland "A" - 1891–92 – Shankhouse - 1892–93 – Sunderland "A" - 1893–94 – Sunderland "A" - 1894–95 – Sunderland "A" - 1895–96 – Sunderland "A" - 1896–97 – Hebburn Argyle - 1897–98 – Newcastle United "A" - 1898–99 – Jarrow - 1899–1900 – Willington Athletic - 1900–01 – Newcastle United "A" - 1901–02 – Newcastle United "A" - 1902–03 – Morpeth Harriers - 1903–04 – Wallsend Park Villa - 1904–05 – Willington Athletic - 1905–06 – Willington Athletic - 1906–07 – North Shields Athletic - 1907–08 – North Shields Athletic - 1908–09 – Blyth Spartans - 1909–10 – Willington Athletic - 1910–11 – Newburn - 1911–12 – Newburn - 1912–13 – Blyth Spartans - 1913–14 – Ashington - 1914–15 – Spen Black & Whites - 1915–19 – Not competed for due to World War I - 1919–20 – Annfield Plain - 1920–21 – Chopwell Institute - 1921–22 – Felling Colliery - 1922–23 – Annfield Plain - 1923–24 – Birtley - 1924–25 – Ashington Dự bị - 1925–26 – Chilton Colliery Recreation - 1926–27 – Consett - 1927–28 – Washington Colliery - 1928–29 – North Shields - 1929–30 – Walker Celtic - 1930–31 – Chopwell Institute - 1931–32 – Crawcrook Albion - 1932–33 – Eden Colliery Welfare - 1933–34 – Throckley Welfare - 1934–35 – Newbiggin West End - 1935–36 – Hexham Town - 1936–37 – Stakeford Albion - 1937–38 – Alnwick | - 1938–39 – Newcastle United "A" - 1939–46 – Not competed for due to World War II - 1946–47 – Newburn - 1947–48 – Hexham Hearts - 1948–49 – Cramlington Welfare - 1949–50 – West Sleekburn - 1950–51 – Cramlington Welfare - 1951–52 – Newburn - 1952–53 – Whitley Bay Athletic - 1953–54 – Whitley Bay Athletic - 1954–55 – Amble - 1955–56 – Ashington Dự bị - 1956–57 – Amble - 1957–58 – Newcastle United "A" - 1958–59 – Amble - 1959–60 – Amble - 1960–61 – Amble - 1961–62 – Newburn - 1962–63 – Alnwick Town - 1963–64 – Alnwick Town - 1964–65 – not competed - 1965–66 – Alnwick Town - 1966–67 – Bedlington Colliery Welfare - 1967–68 – Alnwick Town - 1968–69 – Alnwick Town - 1969–70 – Alnwick Town - 1970–71 – Alnwick Town - 1971–72 – Alnwick Town - 1972–73 – Marine Park - 1973–74 – Marine Park - 1974–75 – South Shields Mariners - 1975–76 – South Shields - 1976–77 – Wallington - 1977–78 – Brandon United - 1978–79 – Brandon United - 1979–80 – Guisborough Town - 1980–81 – Percy Main Amateurs - 1981–82 – Percy Main Amateurs - 1982–83 – Darlington Cleveland Bridge - 1983–84 – Morpeth Town - 1984–85 – Dudley Welfare - 1985–86 – Gateshead Tyne Sports - 1986–87 – West Allotment Celtic - 1987–88 – Seaton Delaval Seaton Terrace |  |

## Nhà vô địch theo hạng đấu (1988-nay)
| Mùa giải  | Premier Division              | Division One            | Division Two                   |
| 1988–89   | Seaton Delaval Seaton Terrace | Ashington Premier       | Blyth Kitty Brewster           |
| 1989–90   | Seaton Delaval Amateurs       | Westerhope Hillheads    | Heaton Corner House            |
| 1990–91   | West Allotment Celtic         | Blyth Kitty Brewster    | Procter & Gamble               |
| 1991–92   | West Allotment Celtic         | Carlisle City           | St Columbas                    |
| 1992–93   | Seaton Delaval Amateurs       | Longbenton              | Amble Town                     |
| 1993–94   | Morpeth Town                  | Amble Town              | Ashington Hirst Progressive    |
| 1994–95   | Newcastle Benfield Park       | Amble Town              | Walker Ledwood                 |
| 1995–96   | Seaton Delaval                | Gosforth Bohemians      | Walbottle Masons               |
| 1996–97   | Lemington Social              | Ryton                   | Northbank                      |
| 1997–98   | West Allotment Celtic         | Shankhouse              | Coxlodge S C                   |
| 1998–99   | West Allotment Celtic         | Percy Main Amateurs     | Amble Vikings                  |
| 1999–2000 | West Allotment Celtic         | Coxlodge S C            | Harraby Catholic Club          |
| 2000–01   | Walker Central                | Amble Vikings           | Wallington                     |
| 2001–02   | West Allotment Celtic         | Bedlington Terriers "A" | Haydon Bridge                  |
| 2002–03   | Newcastle Benfield Saints     | Chopwell Top Club       | Blyth Town                     |
| 2003–04   | West Allotment Celtic         | Heddon                  | Alnmouth                       |
| 2004–05   | Shankhouse                    | Alnmouth                | Ashington Colliers             |
| 2005–06   | Team Northumbria              | Wallsend                | Whitley Bay "A"                |
| 2006–07   | Harraby Catholic Club         | Gillford Park Spartans  | Westerhope                     |
| 2007–08   | Walker Central                | Wark                    | Killingworth Y P C             |
| 2008–09   | Walker Central                | Killingworth Y P C      | Amble United                   |
| 2009–10   | Harraby Catholic Club         | Gateshead Rutherford    | North Shields Athletic         |
| 2010–11   | Ponteland United              | Hebburn Reyrolle        | Newcastle Chemfica Independent |
| 2011–12   | Heaton Stannington            | Amble United            | Hexham                         |
| 2012–13   | Heaton Stannington            | Wallington              | North Shields Athletic         |
| 2013-14   | Blyth Town                    | North Shields Athletic  | Blyth Isabella                 |
| 2014–15   | Blyth Town                    | Percy Main Amateurs     | Shilbottle Colliery Welfare    |